# Bernardo de Sandoval y Rojas (-1536)
Bernardo de Rojas y Sandoval (1480-Madridejos, 1536), II marqués de Denia fue un noble, militar y cortesano castellano al servicio de los monarcas castellanos. Fue conocido por el sobrenombre de "el galán de Fuenterrabía".

## Biografía
Fue hijo de Diego Gómez de Sandoval y Manrique de Lara, I marqués de Denia; y Elvira de Quiñones. Bernardo tuvo varios hermanos:
- Francisco de Sandoval, muerto en su infancia.
- Íñigo de Sandoval, ídem.
- Elvira de Sandoval, casada con Sancho de Tovar, señor de Boca de Hüérgano.
- Fernando de Sandoval, caballero de la Orden de Santiago y comendador de Guilalmo. Murió soltero y sin descendencia.

Comenzó su carrera cortesana en 1501, todavía en vida de su padre, cuando fue enviado por Fernando el Católico a recibir en Fuenterrabía a Juana de Castilla y su esposo Felipe de Austria que venían a ser jurados como príncipes sucesores del reino de Castilla. Con este servicio, Bernardo se convirtió en uno de los servidores más cercanos de Fernando el Católico, quien en 1504 le nombró su mayordomo mayor. Ese año participó junto con Fernando el Católico en la Campaña del Rosellón (1503), batallando contra las tropas de Luis XII de Francia. Tras la muerte de Isabel la Católica en 1504, Bernardo formaría parte de los nobles que permanecieron del lado de su viudo Fernando, frente a los nuevos reyes, Juana y Felipe. En 1506 fue encargado de recibir a la reina Germana de Foix que se había desposado el año anterior con Fernando el Católico. Así mismo Bernardo participó junto al rey Fernando en sofocar los desórdenes provocados en Montilla por Pedro Fernández de Córdoba y Pacheco, I marqués de Priego en 1508. Sofocados estos desórdenes, Bernardo pasó a Sevilla donde, por orden de Fernando el Católico tomó pleito homenaje a Pedro Portocarrero, VIII señor de Moguer.
Después, acompañó a su hijo Hernando a Italia, donde participaron como parte de las tropas de la Liga Santa, y el año siguiente participaría en la conquista de Navarra. El 1 de enero de ese año de 1512 Bernardo fue nombrado miembro del Consejo de Estado.
Contrajo matrimonio con Francisca Enríquez de Luna, era hija de Enrique Enríquez, señor de Horca, mayordomo mayor de los Reyes Católicos; y de María de Luna.
En 1512 fue nombrado por Fernando el Católico, miembro del Consejo de Estado.
Murió en 1536.

## Matrimonio y descendencia
De su matrimonio con Francisca Enríquez de Luna, tuvo descendencia:
- Luis Gómez de Sandoval y Enríquez, que sucedería a su padre como III marqués de Denia.
- Enrique de Sandoval, caballero de la Orden de Santiago y comendador de Caravaca en esa orden. Casó con Isabel de Quiñones, con descendencia.
- Diego de Sandoval, caballero de la Orden de Alcántara, casado con Inés de Vivero, con descendencia. Tras quedar viudo tomó la carrera eclesiástica y llegó a ser deán de la catedral de Jaén.
- Hernando de Rojas y Sandoval (-1567), caballero de la Orden de Calatrava y comendador de Almodóvar del campo en esa orden. Contrajo matrimonio con María Chacón, con descendencia.
- Pedro de Rojas.
- Ana Enríquez de Rojas,[2] comprometida con Luis Fernández de Córdoba y Pacheco, II marqués de Comares. Renunció a este matrimonio, tomó el hábito de religiosa y sirvió a la reina Juana I de Castilla.
- Isabel de Rojas, monja cisterciense que llegó a ser abadesa del convento de Belén en Valladolid y del de Jesús en Salamanca.
- María de Luna y Rojas, casada con Juan Fernández Manrique de Lara y Pimentel, III marqués de Aguilar; sin descendencia.
- Magdalena de Sandoval, casada con Álvaro Gómez Manrique de Mendoza, IV conde de Castrojeriz y gobernador de Galicia.[3]
- Francisca de Rojas, monja cisterciense en el monasterio de las Huelgas de Burgos y después en el convento de Belén en Valladolid
- Juana Manrique, muerta en su primera juventud.
- María de Rojas Sandoval y Enríquez, monja profesa en el monasterio de las Descalzas Reales de Madrid bajo el nombre de Sor María de Jesús, llegó a ser abadesa de ese cenobio.[4]

Además Bernardo tuvo un hijo fruto de su relación extramatrimonial con Dominga Acelga (o Dominga Alcega), Cristóbal de Rojas y Sandoval que siguió la carrera eclesiástica y llegó a ser arzobispo de Sevilla.

## Títulos, órdenes y empleos

### Títulos
- II marqués de Denia.
- II conde de Lerma.

### Órdenes
- Orden de Santiago
  - Comendador de Paracuellos.
  - Caballero.

### Cargos
- Mayordomo mayor de la reina Juana I de Castilla (-1536).
- Gentilhombre de cámara del Rey.